# Додь Феодосій Леонтійович
Феодосій Леонтійович Додь (4 січня 1914, село Підлипки Волинської губернії, тепер Радивилівський район Рівненської області — 2 листопада 1964, місто Рівне) — український радянський компартійний діяч, депутат Верховної Ради СРСР 2—4-го скликань. Член Ревізійної Комісії КПУ в 1952—1954 роках. Кандидат у члени ЦК КПУ в 1954—1956 роках.

## Біографія
Народився в родині селянина-бідняка. Залишившись сиротою, з 1929 по 1932 року працював чорноробом у господарстві рідного дядька в селі Підзамче Волинського воєводства.
У революційну боротьбу включився у 1931 році, тоді ж був заарештований польською владою, близько року пробув у слідчій в'язниці. У 1933 році повернувся в рідне село Підлипки, працював у господарстві сестри в селі Стоянівка Волинського воєводства.
У 1933 році вступив у Комуністичну спілку молоді Західної України (КСМЗУ), того ж року став секретарем Радзивилівського райкому КСМЗУ Волинського воєводства. З грудня 1933 року — інструктор, з квітня 1934 року — секретар Львівського (приміського), а пізніше Коломийського окружних комітетів КСМЗУ.
З 1934 року був членом Комуністичної партії Західної України (КПЗУ). З квітня 1935 року — секретар Дрогобицько-Бориславського окружного комітету КСМЗУ, згодом Холмського окружного комітету КСМЗУ. На початку 1936 року заарештований польською владою і, після півторарічного перебування у слідчій в'язниці, 17 липня 1937 року засуджений на 12 років ув'язнення. Відбував ув'язнення в Холмі, Луцьку, Сераді.
У вересні 1939 року, після захоплення Західної України радянськими військами, вийшов із в'язниці, став головою Радзивилівського Тимчасового міського і волосного комітетів. У 1939 році обирався депутатом Народних зборів Західної України.
З З січня 1940 до червня 1941 року — заступник голови виконавчого комітету Червоноармійської (Радзивилівської) районної Ради депутатів трудящих та голова районної планової комісії.
Під час німецько-радянської війни з червня 1941 року був евакуйований у східні райони СРСР. У 1941 році працював інспектором із штатів Новгород-Сіверського районного фінансового відділу Чернігівської області.
З 1941 по 1944 рік — завідувач господарства ділянки № 2 Бурнінського каучук-радгоспу Народного комісаріату гумової промисловості СРСР у Південно-Казахстанській області. У 1944 році — діловод (керуючий справами, завідувач загального відділу) Південно-Казахстанського обласного військкомату у місті Чимкенті.
З 1944 до червня 1945 року — заступник голови виконавчого комітету Червоноармійської районної Ради депутатів трудящих Ровенської області. У червні 1945—1946 року — голова виконавчого комітету Червоноармійської районної Ради депутатів трудящих Ровенської області.
Член ВКП(б) з 1946 року.
У 1946—1948 роках навчався у дворічній Українській республіканській партійній школі при ЦК КПУ в Києві. Навчався також у Київському державному університеті.
У вересні 1948 — грудні 1949 року — голова виконавчого комітету Ровенської міської Ради депутатів трудящих.
У липні 1949 — 16 грудня 1955 року — голови виконавчого комітету Ровенської обласної Ради депутатів трудящих.
У 1956 — 28 листопада 1961 року — заступник голови виконавчого комітету Волинської обласної Ради депутатів трудящих.
З листопада 1961 року — персональний пенсіонер. Помер після важкої хвороби.

## Нагороди
- орден Трудового Червоного Прапора (26.02.1958)
- медалі